# 月刊住職
『月刊住職』（げっかんじゅうしょく）は、日本の仏教専門の月刊雑誌。特定の宗派によらない住職・僧侶・寺族および仏教系宗教法人向けの記事を掲載している実用雑誌である。

## 概要
『月刊住職』は1974年7月に創刊し、かつては金花舎より出版されていたが、同社の倒産により1998年7月号をもって一旦廃刊した。その後、編集スタッフなど同誌の関係者により株式会社興山舎が設立され、同年12月より実質的な後継雑誌として月刊『寺門興隆』（じもんこうりゅう）が発刊した。そして、2013年12月号より同誌は誌名を元の『月刊住職』に改めて現在に至っている。
発行部数は約15,000。ページ数は180弱。また併せて、毎号12ページの別冊『法話特集』が付く。創刊以来、『寺門興隆』時代も含めて高野山真言宗住職の矢澤澄道が編集長を務めている。
誌面では、宗教的教義についての研究記事のほか、法律や税金、仏具の価格、法話に使えるネタから、作務衣の選び方や檀家に喜ばれる和菓子といった、寺院経営についての実践的な知識・情報を豊富に紹介。日本における仏教系宗教法人の経営の実情について知ることができる。
その他、各地で善行を積んでいる住職のリポートもあるが、「墓地を巡る檀家と住職の泥沼裁判」「住職殺害事件」など、日本の仏教界が抱える「負の面」を扱った記事も多く掲載される。
書店では販売されておらず、外部には窺い知れない「お寺様の懐事情」が掲載されていることから、トリビアのネタ本としても挙げられる。

## 内容
毎号6〜12ページぐらいの編集部記事が5、6本掲載される。それ以外の編集部記事は以下の通り。
- フォトマンダラ：物珍しい写真を前面に打ち出した、グラビア的な記事。
- ショートルポ：仏教界にとって善悪問わずホットな記事を短めに3、4本掲載。
- 一目瞭然! 寺院建築施工ファイル：寺院建築の施工情報。金額、工期、業者などの情報が載る。
- 僧形俗業世間法：新聞の三面記事に載りそうなゴシップ記事を集めたもの。
- されどわれら住職：読者投稿。同じページには「ちょっといい話」的なコラムがある。
- 仏書：その月に発売した仏教関係書籍の紹介。同じページには「ちょっといい話」的なコラムがある。
- 声：新聞各誌の仏教・宗教に関する投稿を転載したもの。

## 連載
- 奈良康明：「今に生きる人々に伝えたい仏教の実践的解釈論」
- 櫻井義秀：「現代日本の宗教最前線の状況と問題」
- 段勲：「本当の創価学会問題」
- 鈴木隆泰：「初めての人に仏教を説くために」
- 池内了：「色即是空科学事始め」
- 井原今朝男：「今にいたる中世の寺院僧侶や在家その実像」
- 中田輝道：「法衣の洗い方」
- 仙田陽高：「いまさら師匠に聞けないこと」
- 豊嶋泰國：「秘められた祈りの形講座」
- 芹川博通：「古今東西名著万巻のススメ」
- 高橋芳照：「つっぱり和尚の骨山日記」
- 鏡島眞理子：「なんたって寺族の言い分ほんねの記」
- 稲垣真澄：「住職のための今月のことば」
- 大村英昭：「我他彼此二仏中間」
- 荒木重雄：「70億人の宗教トレンド」
- 内藤理恵子：「激変する葬送をうがつ」
- 法律相談：読者からの法律相談に回答。弁護士による。
- 税金相談：読者からの税金相談に回答。実藤秀志が担当。

この他、文壇、芸能、音楽、学術、ジャーナリズムなど、各界の著名人によるエッセイ「住職・寺院に直言」が毎号2本掲載される。

### 別冊の連載
- 「お説教のタネ本」：編集部記事。近刊書籍の中から説法向きなものを紹介。
- 篠原鋭一：「在俗の説法者」
- 亀井鑛：「生きるとは何か」
- 井上ウィマラ：「スピリチュアルケア講座」
- 多田孝正：「仏教儀礼入門」
- 佐々木正祥：「いまどきマンガ説法」
- 村越英裕：「そもそもお葬式セミナー」

## 関連文献
- 月刊住職編集部編『寺院の法律実務大事典』（金花舎、1992年）、ISBN 4873960541